# Beverly Boulevard
Beverly Boulevard – jedna z ważniejszych ulic w Los Angeles, biegnąca ze wschodu na zachód. Rozciąga się od Santa Monica Boulevard w Beverly Hills, do Lucas Avenue w Śródmieściu (Downtown) Los Angeles. Drugi odcinek Beverly Boulevard zaczyna się przy Pomona Blvd w Monterey Park i kończy w mieście Whittier. Najbardziej znanym odcinkiem ulicy jest część w West Hollywood, znajduje się tam przy niej centrum handlowe Beverly Center Mall oraz centrum medyczne Cedars-Sinai.

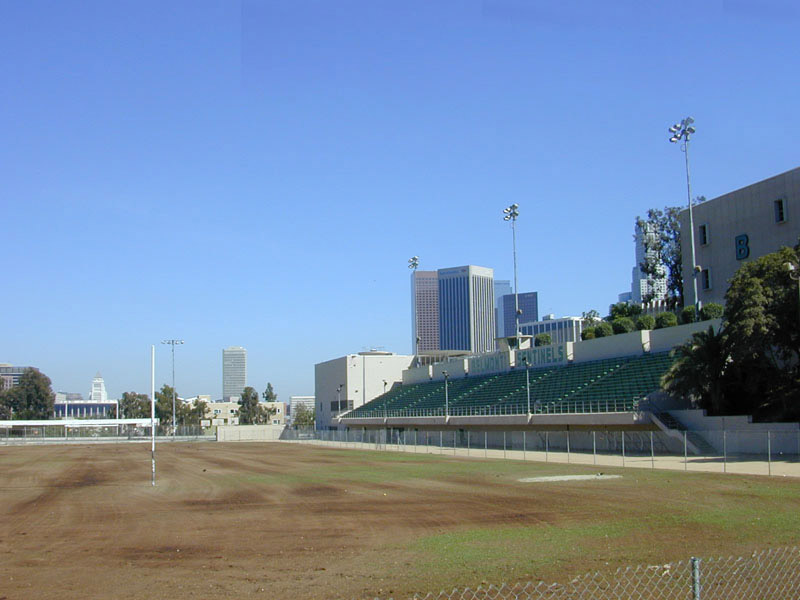
Belmont High School mieści się na Beverly Boulevard blisko skrzyżowania z Belmont Avenue